# La Vaga (pel·lícula)

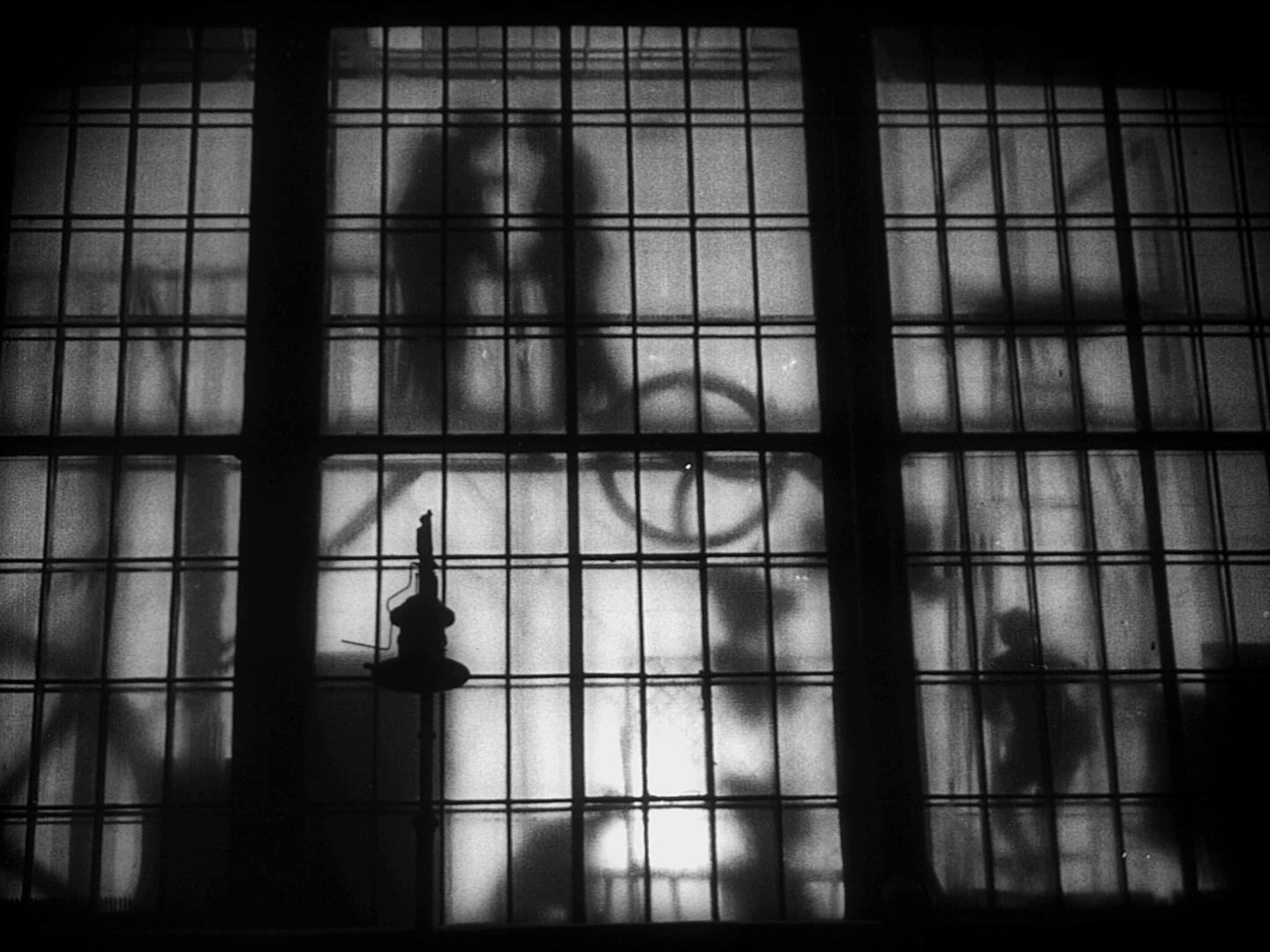
La Vaga (1925)

La Vaga (en rus: Стачка) és una pel·lícula muda de 1925 dirigida pel cineasta soviètic Serguei M. Eisenstein. La pel·lícula descriu una vaga ocorreguda l'any 1903 per els treballadors d'una fàbrica de la Rússia prerevolucionària.
Va ser el primer llargmetratge d'Eisenstein, qui un any després va dirigir la famosa pel·lícula El cuirassat Potemkin. El repartiment consistia en els actors i actrius de la companyia teatral Proletkult (on Eisenstein dirigia), i està dividida en sis parts. Originalment s'havia de dividir en set parts i anomenar-se "Cap al Dictador".
Les bases tècniques que Eisenstein aporta a aquesta pel·lícula provenen del seus famós text teòric del Muntatge d'atraccions, que va publicar l'any anterior a la producció de la pel·lícula.

## Sinopsi
La vaga és un film d'acció i suspens que narra una història quotidiana en una societat obrera de l'època prerevolucionària a la Unió Soviètica, l'any 1903. La pel·lícula ens mostra uns obrers d'una empresa important que estan descontents i que, després d'una reunió, decideixen fer vaga. El director de l'empresa informa de la situació als responsables polítics i aquests envien a la policia per dissoldre la protesta. La tensió es dispara quan un dels obrers se suïcida en ser acusat injustament d'un robatori.

## Resum de l'argument
La pel·lícula s'obra amb una cita de Lenin:
“La força de classe obrera és l'organització. Sense organització de masses, el proletariat no és res. Organitzar-se ho és tot. Estar organitzat significa unitat en acció, unitat d'activitats pràctiques.”
На заводе всё спокойно / Dins la fàbrica tot és tranquil
L'administració espia els treballadors i la situació a la fàbrica es tensa. Els agitadors i els bolxevics planegen una vaga.
Повод к стачке / Motiu de vaga
Roben un micròmetre amb un valor de 25 rubles, el que es tradueix en 3 setmanes de treball. Un treballador és acusat de robar, degut a la humiliació de l'acusació aquest es penja i se suïcida. Els treballadors indignats deixen de treballar. Comencen a llançar pedres i metalls a les finestres de la foneria. A continuació, s'enfronten a les oficines.
Завод замер / La fàbrica s'apaga
El capítol comença amb imatges d'animalons. La fàbrica està totalment buida. Els treballadors es reuneixen per començar a gestar les demandes; jornades de 8 hores, 6 per als menors, millors tractes, etc. Els accionistes llegeixen amb menyspreu les demandes.
Стачка затягивается / La vaga s'allarga
La vaga continua. Un home cerca mercaderies per a vendre en un mercat negre. Una carta per part de l'administració mostra el refús dels accionistes a les demandes dels treballadors. Un espia fotografia la imatge d'un treballador robant la carta. L'home es colpejat, capturat i colpejat un altre cop.
Провокация на разгром / Provocació i desastre
L'escena sobre amb uns gats morts penjats. S'introdueix un nou personatge, el rei d'una comunitat que viu en barrils en mig de la brossa. Després d'un acord amb la policia tsarista, contracten a aquesta comunitat perquè es converteixin en esvalotadors. Aquests cremen una botiga de licors; la multitud intenta trucar als bombers, però aquests també treballen per al tsar i fan servir les mànegues per a dispersar els treballadors.
Ликвидация / Extermini
El governador envia l'exèrcit. Comencen els disturbis i l'exèrcit persegueix la multitud a través de les portes i barreres fins a arribar als apartaments d'aquests. Els peguen en els balcons, llencen un nen des de dalt de tot (matant-lo). L'escena més impactant de la pel·lícula es presenta quan l'exèrcit persegueix els treballadors fins a un camp on, mentre apareixen paral·lelament les imatges d'una vaca sent sacrificada, aquests són afusellats.

## Anàlisi
La pel·lícula presenta moments d'atracció de plans aïllats sense pietat, per així impactar l'espectador i crear un malestar a un nivell simbòlic. Els enquadraments i la preparació de les escenes són mil·limetrades, mostrant imatges realistes en una realitat manipulada pel muntatge.
La pel·lícula és més famosa per una seqüència propera al final en la qual la violenta supressió de la vaga es transmet amb imatges de bestiar en sacrifici, encara que hi ha molts altres punts a la pel·lícula on s'utilitzen animals com a metàfores de les condicions de diversos individus. Per a transmetre això, es feia ús del muntatge paral·lel, com és l'exemple de la matança de la vaca, per representar la repressió del poble soviètic. Aquest muntatge d'atraccions creava emocions fortes i impactava molt més al públic.
Eisenstein creava una analogia o metàfora combinant imatges que no tenien res a veure, per d'aquesta manera alterar les emocions dels espectadors, amb l'anomenat muntatge intel·lectual. Un altre exemple és l'ús de la tinta que vessa per representar la sang del poble.
Un altre tema de la pel·lícula és el col·lectivisme en oposició a l'individualisme, que es considerava com una convenció de la pel·lícula occidental.
Eisenstein era un gran director que defensava el poder expressiu del muntatge. Donava molta importància a la composició dels plans i a la seva bellesa, mentre criticava el sentimentalisme del cinema dels Estats Units i de D. W. Griffith. Eisenstein deia que aquests atrapaven a l'espectador amb la seva narració melodramàtica, que era gran i sentimental, cosa que emociona el públic en contemplar-ho, però que no li marcava cap tendència de pensament fora de la sala de projecció. A les primeres pel·lícules d'Eisenstein, perquè l'espectador capti la ideologia intel·lectual, evita herois i la estricta i lineal narració, per la qual cosa fa ús de la pluralitat de protagonistes, en molts casos, el poble o una societat concreta.